# プンタレナスFC
プンタレナス・フトボル・クルブ (Puntarenas FC) はコスタリカ・プンタレナスに本拠地を置くサッカークラブである。

## 歴史
1952年に設立したスポーツクラブ、ADムニシパル・プンタレナス(A.D. Municipal Puntarenas)から分離・独立する形で2004年6月に発足。

## タイトル

### 国内タイトル
なし

### 国際タイトル
- コパ・インテルクルベスUNCAF

 (1): 2006

## 歴代所属選手
- 田中幸治 1989
- ミチャエル・バランテス 2005-2007
- デイブ・ミリエ 2007-2008
- ダニエル・カンブロネロ 2007-2009
- ホセ・ミゲル・クベロ 2009
- オスカル・ドゥアルテ 2010
- ジョエル・キャンベル 2011
- アルバロ・ペーニャ 2012-2013
- ホアン・ベネガス 2012-2013